# Fuggerhuis (Hall in Tirol)
Het Fuggerhuis (Duits:Fuggerhaus) is een voormalig stadspaleis of koopmanshuis/herenhuis en factorij van het bankiers- en koopmansgeslacht Fugger in het Oostenrijkse-Tirolse Hall in Tirol.Dit huis was ook in gebruik als Factorij en bestond tussen 1511 en 1539. Het huis bevond zich in de Eugenstrasse 9. Dit huis was de opvolger van het Fuggerhuis in Innsbrück.